# لیونل پرز
لیونل پرز (انگلیسی: Lionel Pérez؛ زادهٔ ۲۴ آوریل ۱۹۶۷) بازیکن فوتبال اهل فرانسه است.
از باشگاه‌هایی که در آن بازی کرده‌است می‌توان به باشگاه فوتبال استیونج، باشگاه فوتبال ساندرلند، باشگاه فوتبال اسکانتورپ یونایتد، باشگاه فوتبال نیم المپیک، باشگاه فوتبال بوردو، باشگاه فوتبال کمبریج یونایتد، و باشگاه فوتبال نیوکاسل یونایتد اشاره کرد.